# Lijst van rijksmonumenten in West Betuwe
De gemeente West Betuwe telt 281 inschrijvingen in het rijksmonumentenregister. Hieronder een overzicht. 

## Acquoy
De plaats Acquoy telt 13 inschrijvingen in het rijksmonumentenregister. Zie Lijst van rijksmonumenten in Acquoy voor een overzicht.

## Asperen
De plaats Asperen telt 7 inschrijvingen in het rijksmonumentenregister. Zie Lijst van rijksmonumenten in Asperen voor een overzicht.

## Beesd
De plaats Beesd telt 56 inschrijvingen in het rijksmonumentenregister. Zie Lijst van rijksmonumenten in Beesd voor een overzicht.

## Buurmalsen
De plaats Buurmalsen telt 8 inschrijvingen in het rijksmonumentenregister. Zie Lijst van rijksmonumenten in Buurmalsen voor een overzicht.

## Deil
De plaats Deil telt 12 inschrijvingen in het rijksmonumentenregister. Zie Lijst van rijksmonumenten in Deil voor een overzicht.

## Enspijk
De plaats Enspijk telt 3 inschrijvingen in het rijksmonumentenregister. 
| Object                                                                                 | Oorspronkelijke functie? | Bouwjaar      | Architect | Locatie               | Coördinaten?                  | Nr.?  | Afbeelding        |
| -------------------------------------------------------------------------------------- | ------------------------ | ------------- | --------- | --------------------- | ----------------------------- | ----- | ----------------- |
| Pand met achterhuis evenwijdig aan het voorhuis en pannen zadeldaken tussen puntgevels | Woonhuis                 | ca. 1860      |           | Molenkampstraat 1     | 51° 52' 59" NB, 5° 12' 43" OL | 16501 | Meer afbeeldingen |
| Hervormde Kerk                                                                         | Kerk en kerkonderdeel    | 15e eeuw      |           | Molenkampstraat 2     | 51° 53' 2" NB, 5° 12' 42" OL  | 16503 | Meer afbeeldingen |
| Toren der hervormde kerk                                                               | Kerk en kerkonderdeel    | laat 15e eeuw |           | Molenkampstraat bij 2 | 51° 53' 2" NB, 5° 12' 42" OL  | 16504 | Meer afbeeldingen |

## Est
De plaats Est telt 1 inschrijving in het rijksmonumentenregister.
| Object             | Oorspronkelijke functie? | Bouwjaar        | Architect | Locatie       | Coördinaten?                 | Nr.?  | Afbeelding        |
| ------------------ | ------------------------ | --------------- | --------- | ------------- | ---------------------------- | ----- | ----------------- |
| Hervormde zaalkerk | Kerk en kerkonderdeel    | midden 18e eeuw |           | Dorpsstraat 8 | 51° 51' 8" NB, 5° 18' 47" OL | 30336 | Meer afbeeldingen |

## Geldermalsen
De plaats Geldermalsen telt 14 inschrijvingen in het rijksmonumentenregister. Zie Lijst van rijksmonumenten in Geldermalsen voor een overzicht.

## Gellicum
De plaats Gellicum telt 4 inschrijvingen in het rijksmonumentenregister. 
| Object                              | Oorspronkelijke functie? | Bouwjaar              | Architect | Locatie             | Coördinaten?                 | Nr.?   | Afbeelding        |
| ----------------------------------- | ------------------------ | --------------------- | --------- | ------------------- | ---------------------------- | ------ | ----------------- |
| Rechthuis tegen westgevel toren     | Gerechtsgebouw           | 1630                  |           | Kerkweg 5           | 51° 52' 36" NB, 5° 9' 23" OL | 16505  | Meer afbeeldingen |
| O.L.Vrouw Geboortekerk              | Kerk en kerkonderdeel    | begin 16e eeuw        |           | Kerkweg 5           | 51° 52' 36" NB, 5° 9' 23" OL | 16506  | Meer afbeeldingen |
| O.L.Vrouw Geboortekerk: toren       | Kerk en kerkonderdeel    | eerste helft 16e eeuw |           | Kerkweg bij 5       | 51° 52' 36" NB, 5° 9' 23" OL | 16507  | Meer afbeeldingen |
| O.L.Vrouw Geboortekerk: kerkhofmuur | Kerk en kerkonderdeel    |                       |           | Hoogeindseweg bij 1 | 51° 52' 36" NB, 5° 9' 23" OL | 526554 | Meer afbeeldingen |

## Haaften
De plaats Haaften telt 2 inschrijvingen in het rijksmonumentenregister.
| Object                                                                   | Oorspronkelijke functie?  | Bouwjaar                | Architect | Locatie         | Coördinaten?                  | Nr.?  | Afbeelding        |
| ------------------------------------------------------------------------ | ------------------------- | ----------------------- | --------- | --------------- | ----------------------------- | ----- | ----------------- |
| Ronde hoektoren met muurfragment, overblijfselen van kasteel Goudenstein | Fort, vesting en -onderdl | waarschijnlijk 14e eeuw |           | Dreef bij 6     | 51° 48' 52" NB, 5° 12' 46" OL | 30340 | Meer afbeeldingen |
| De Blauwe Reiger                                                         | Industrie- en poldermolen | 1856                    |           | Waalbandijk 249 | 51° 48' 50" NB, 5° 12' 36" OL | 30346 | Meer afbeeldingen |

## Heesselt
De plaats Heesselt telt 8 inschrijvingen in het rijksmonumentenregister. Zie Lijst van rijksmonumenten in Heesselt voor een overzicht.

## Hellouw
De plaats Hellouw telt 3 inschrijvingen in het rijksmonumentenregister.
| Object                                    | Oorspronkelijke functie?  | Bouwjaar | Architect | Locatie         | Coördinaten?                  | Nr.?  | Afbeelding        |
| ----------------------------------------- | ------------------------- | -------- | --------- | --------------- | ----------------------------- | ----- | ----------------- |
| Boerderij even ten oosten van de dorpskom | Boerderij                 | ca. 1800 |           | Waalbandijk 115 | 51° 49' 28" NB, 5° 10' 42" OL | 30345 | Meer afbeeldingen |
| Hooglandse Molen of Voorste Molen         | Industrie- en poldermolen | 1803     |           | Zeek 5          | 51° 50' 14" NB, 5° 9' 11" OL  | 30347 | Meer afbeeldingen |
| Laaglandse Molen of Achterste Molen       | Industrie- en poldermolen | 1864     |           | Zeek 6          | 51° 50' 50" NB, 5° 9' 16" OL  | 30348 | Meer afbeeldingen |

## Herwijnen
De plaats Herwijnen telt 31 inschrijvingen in het rijksmonumentenregister. Zie Lijst van rijksmonumenten in Herwijnen voor een overzicht.

## Heukelum
De plaats Heukelum telt 13 inschrijvingen in het rijksmonumentenregister. Zie Lijst van rijksmonumenten in Heukelum voor een overzicht.

## Meteren
De plaats Meteren telt 3 inschrijvingen in het rijksmonumentenregister. 
| Object                               | Oorspronkelijke functie? | Bouwjaar          | Architect | Locatie            | Coördinaten?                  | Nr.?  | Afbeelding        |
| ------------------------------------ | ------------------------ | ----------------- | --------- | ------------------ | ----------------------------- | ----- | ----------------- |
| T-boerderij met vijfpalige roedeberg | Boerderij                | ca. 1800          |           | Dorpsstraat 4      | 51° 51' 45" NB, 5° 16' 60" OL | 16508 | Meer afbeeldingen |
| Hervormde kerk                       | Kerk en kerkonderdeel    | 18e/19e eeuw      |           | Dorpsstraat 16     | 51° 51' 50" NB, 5° 16' 57" OL | 16509 | Meer afbeeldingen |
| Toren der hervormde kerk             | Kerk en kerkonderdeel    | mogelijk 14e eeuw |           | Dorpsstraat bij 16 | 51° 51' 50" NB, 5° 16' 57" OL | 16510 | Meer afbeeldingen |

## Neerijnen
De plaats Neerijnen telt 16 inschrijvingen in het rijksmonumentenregister. Zie Lijst van rijksmonumenten in Neerijnen voor een overzicht.

## Ophemert
De plaats Ophemert telt 15 inschrijvingen in het rijksmonumentenregister. Zie Lijst van rijksmonumenten in Ophemert voor een overzicht.

## Opijnen
De plaats Opijnen telt 12 inschrijvingen in het rijksmonumentenregister. Zie Lijst van rijksmonumenten in Opijnen voor een overzicht.

## Rhenoy
De plaats Rhenoy telt 2 inschrijvingen in het rijksmonumentenregister. 
| Object                     | Oorspronkelijke functie? | Bouwjaar                                     | Architect | Locatie        | Coördinaten?                 | Nr.?   | Afbeelding        |
| -------------------------- | ------------------------ | -------------------------------------------- | --------- | -------------- | ---------------------------- | ------ | ----------------- |
| Hervormde kerk             | Kerk en kerkonderdeel    | 1836 (steen a.d. oostzijde), resten 15e eeuw |           | Dorpsstraat 43 | 51° 52' 57" NB, 5° 9' 18" OL | 16511  | Meer afbeeldingen |
| Graanmalerij annex pakhuis | Industrie                | 1905                                         |           | Lingedijk 68   | 51° 53' 2" NB, 5° 9' 20" OL  | 523749 | Meer afbeeldingen |

## Rumpt
De plaats Rumpt telt 13 inschrijvingen in het rijksmonumentenregister. Zie Lijst van rijksmonumenten in Rumpt voor een overzicht.

## Spijk
De plaats Spijk telt 8 inschrijvingen in het rijksmonumentenregister. Zie Lijst van rijksmonumenten in Spijk (West Betuwe) voor een overzicht.

## Tricht
De plaats Tricht telt 8 inschrijvingen in het rijksmonumentenregister. Zie Lijst van rijksmonumenten in Tricht voor een overzicht.

## Tuil
De plaats Tuil telt 7 inschrijvingen in het rijksmonumentenregister. Zie Lijst van rijksmonumenten in Tuil voor een overzicht.

## Varik
De plaats Varik telt 9 inschrijvingen in het rijksmonumentenregister. Zie Lijst van rijksmonumenten in Varik voor een overzicht.

## Vuren
De plaats Vuren telt 2 inschrijvingen in het rijksmonumentenregister. Zie Lijst van rijksmonumenten in Vuren voor een overzicht.

## Waardenburg
De plaats Waardenburg telt 13 inschrijvingen in het rijksmonumentenregister. Zie Lijst van rijksmonumenten in Waardenburg voor een overzicht.
Aalten ·
Apeldoorn ·
Arnhem ·
Barneveld ·
Berg en Dal ·
Berkelland ·
Beuningen ·
Bronckhorst ·
Brummen ·
Buren ·
Culemborg ·
Doesburg ·
Doetinchem ·
Druten ·
Duiven ·
Ede ·
Elburg ·
Epe ·
Ermelo ·
Harderwijk ·
Hattem ·
Heerde ·
Heumen ·
Lingewaard ·
Lochem ·
Maasdriel ·
Montferland ·
Neder-Betuwe ·
Nijkerk ·
Nijmegen ·
Nunspeet ·
Oldebroek ·
Oost Gelre ·
Oude IJsselstreek ·
Overbetuwe ·
Putten ·
Renkum ·
Rheden ·
Rozendaal ·
Scherpenzeel ·
Tiel ·
Voorst ·
Wageningen ·
West Betuwe ·
West Maas en Waal ·
Westervoort ·
Wijchen ·
Winterswijk ·
Zaltbommel ·
Zevenaar ·
Zutphen